# Facultad de Ciencia de Universidad de Santiago de Chile

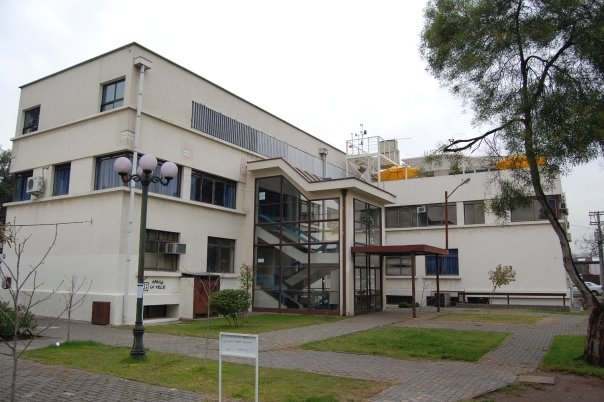
Departamento de Física de la Facultad de Ciencia de la Universidad de Santiago de Chile.

La Facultad de Ciencia de la Universidad de Santiago de Chile fue creada el 27 de octubre de 1975 según el Decreto 1728, con los Departamentos de Física, Matemática y Ciencia de la Computación, y Química. En el año 1994, el Departamento de Química se separa, permaneciendo hasta el día de hoy en esta facultad el Departamento de Física y el Departamento de Matemática y Ciencia de la Computación. 
La Facultad de Ciencia es la unidad encargada de impartir impartir docencia, realizar e impulsar la investigación y desarrollar perfeccionamiento y extensión en el ámbito de la ciencia de la computación, estadística, física, matemática y didáctica de las ciencias físicas y matemáticas.El actual decano de la Facultad de Ciencia es el Dr. Juan Escrig Murúa.

## Misión
La Facultad de Ciencia es la unidad académica mayor de la Universidad de Santiago de Chile, responsable de cultivar, generar, desarrollar y transmitir el conocimiento en las áreas de Ciencia de la Computación, Estadística, Física, Matemática y Educación, mediante la realización de actividades disciplinarias, interdisciplinarias y multidisciplinarias en docencia, investigación, vinculación con el medio, innovación y emprendimiento, dentro de un marco de excelencia orientado al bienestar social y a la equidad con alcance nacional e internacional.

## Visión
Ser un referente nacional e internacional en las disciplinas que cultiva, con capacidad para reconocer y dar respuestas efectivas a las necesidades de la sociedad, teniendo como objetivo principal el bienestar social.

## Pregrado
Las siete carreras de pregrado de la Facultad de Ciencia presentan una alta empleabilidad, lo que sumado a una formación pluralista e innovadora, de orientado rol social, aportan a personas de excelencia que transforman el país.
- Analista en Computación Científica
- Astrofísica con mención en Ciencia de Datos
- Ingeniería Estadística
- Ingeniería Física
- Ingeniería Matemática
- Pedagogía en Física y Matemática
- Pedagogía en Matemática y Computación

## Postgrado
El área de postgrado de la Facultad de Ciencia ofrece formación de excelencia académica que forma profesionales destacados con el sello de una universidad estatal y pública.
- Doctorado en Ciencia con mención en Matemática
- Doctorado en Ciencia con mención en Física
- Magíster en la Especialidad de Matemática
- Magíster en Ciencia con mención en Física
- Magíster en Educación Matemática